# Argons Ketting
Argons Ketting is een Canadese kinderserie gemaakt door Terry Angus en Stoney Ripley. In Canada is deze serie uitgezonden in 1988 onder de titel Blizzard Island. In Nederland is de serie uitgezonden door Kindernet in 1992 en herhaald in 1993 en 1994.
Het is een sprookjesachtig verhaal en een aantal rollen wordt door poppen gespeeld.
Het verhaal begint als Tracey Allen voor haar verjaardag van haar moeder een erfstuk krijgt: een oude zware ketting met een groot amulet. Wanneer zij en haar broertje Wayne naar het magische Blizzard Island geflitst worden blijkt het om een magische ketting te gaan. Daar sluiten ze vriendschap met Rog het zandwezen en hij gidst Tracey en Wayne over het gevaarlijke eiland.
Rog vertelt hen dat het niet goed gaat op Blizzard Island, doordat de reus Argon nog steeds slaapt. Als hij niet op tijd wakker wordt zal het eiland en uiteindelijk ook de rest van wereld ten onder gaan. De ketting is nodig om Argon te wekken. Deze missie is de rode draad in deze serie.
Maar er zijn ook anderen die de ketting willen bemachtigen. Sydney de heks wil met de ketting de machtigste heks van de wereld worden. De slang Sir Python is met een mislukte toverspreuk van Sydney op het eiland terechtgekomen en probeert samen met de kat Molcaster de ketting in handen te krijgen om zo weer terug naar huis te kunnen.

## Hoofdrolspelers
- Tracey Allen - Amy Miller
- Wayne Allen - Shannon Lynch
- Isabeella Allen - Gay Hauser

De volgende rollen zijn allemaal poppen
- Rog - Tim Gosley
- Sydney de heks - Terry Angus
- Oom Egbert - Stoney Ripley
- Sir Python - Terry Angus
- Molcaster - Stoney Ripley

## Follow-up
Een tweede serie is er nooit gekomen. Wel is er een film gemaakt met de titel Argon's Quest.